# Triacanthagyna nympha
Triacanthagyna nympha là loài chuồn chuồn trong họ Aeshnidae. Loài này được Navás mô tả khoa học đầu tiên năm 1933.